# Jan Polak (malarz)
Jan Polak, łac. Johannes Polonus niem. Jan Polack (ur. 1435 w Krakowie?, zm. 1519 w Monachium) – malarz późnego gotyku. Jeden z ważniejszych twórców działających wówczas na terenie Bawarii, gdzie zostawił bogatą spuściznę artystyczną.

## Życiorys
Do Bawarii przybył prawdopodobnie w 1475 w orszaku ślubnym Jadwigi Jagiellonki, (1457–1502) córki Kazimierza Jagiellończyka, która wyszła za syna księcia Bawarii i Landshutu Jerzego Bogatego (panował w latach 1479–1503). Pierwszymi znanymi dziełami artysty jest powstały w 1479 cykl malowideł ściennych w prezbiterium kościoła Św. Wolfganga w Pipping zamówione przez Zygmunta, księcia Bawarii-Monachium (zm. 1501). W 1482 został po raz pierwszy zanotowany w monachijskiej księdze podatkowej. Od 1485 roku został malarzem miejskim w Monachium. W jego twórczości widoczne są wpływy szkoły małopolskiej XV wieku, pozostaje także pod wpływem kręgu malarzy frankońskich, czy bawarskich jak Mistrz Ołtarza w Pollinger oraz Mistrz Ołtarza z Tegernsee. Był jednym z najważniejszych malarzy działających w Monachium. Prowadził tam duży warsztat w latach 1480–1519, zaś w latach 1485–1519 był reprezentantem czterech głównych gildii miejskich. 

## Twórczość
Sądząc na podstawie dzieł Polaka, wraz ze znanymi nam dziś z danych archiwalnych, artysta był płodnym malarzem. Realizował dzieła dla władz Monachium, książęcego dworu, jak również dla ludzi Kościoła - przedstawicieli parafii i klasztorów. Uprawiał malarstwo ścienne, oraz tablicowe, przede wszystkim retabula ołtarzowe, a ponadto pojedyncze obrazy. Jan Polack był również portrecistą. 
Dla rady miasta wykonał malowidła w Starym Ratuszu (niezachowane do dziś). 
W 1491 r. Zygmunt zamówił u artysty wykonanie trzech retabulów do kaplicy zamkowej w Blutenburgu, koło stolicy Bawarii. Znajdujące się in situ do dziś ołtarze poświęcone są różnorodnej tematyce. Główny ołtarz zawiera w środkowej scenie przedstawienie Trójcy Świętej, w bocznych skrzydłach sceny Chrztu Chrystusa i Koronacji NMP. Dwa mniejsze dzieła Polaka umieszczono przy łuku tęczy kaplicy. Są to ołtarz Chrystusa w Majestacie oraz Ołtarz Zwiastowania. Około 1492 r. Jan Polak wykonał zlecenia księcia Monachium i Bawarii Albrechta IV panującego w latach 1465–1508, na wykonanie malowideł w Baierlandt (nieistniejące), oraz ołtarza głównego do monachijskiego kościoła Franciszkanów zawierającego sceny z Pasji Chrystusa (obecnie w zbiorach Bayerisches Nationalmuseum).
Ponadto Jan Polak wykonał m.in.: 
- Cykl malowideł ściennych w kościele Św. Wolfganga w Pipping ze scenami m.in. Pasji, Zaśnięcia Marii, przedstawienie Panien Mądrych i Panien Głupich, a także wizerunki proroków starotestamentowych.
- Skrzydła ołtarza głównego z opactwa Weihenstephaner, 1483-1486 (Dommuseum, Freising; Stara Pinakoteka, Monachium), z przedstawieniem żywota Św. Korbiniana.
- Ołtarz Św. Korbiniana, (1484–1485, Dommuseum, Freising)
- Portret benedyktyńskiego mnicha (1484, Muzeum Thyssen-Bornemisza, Madryt)

## Galeria

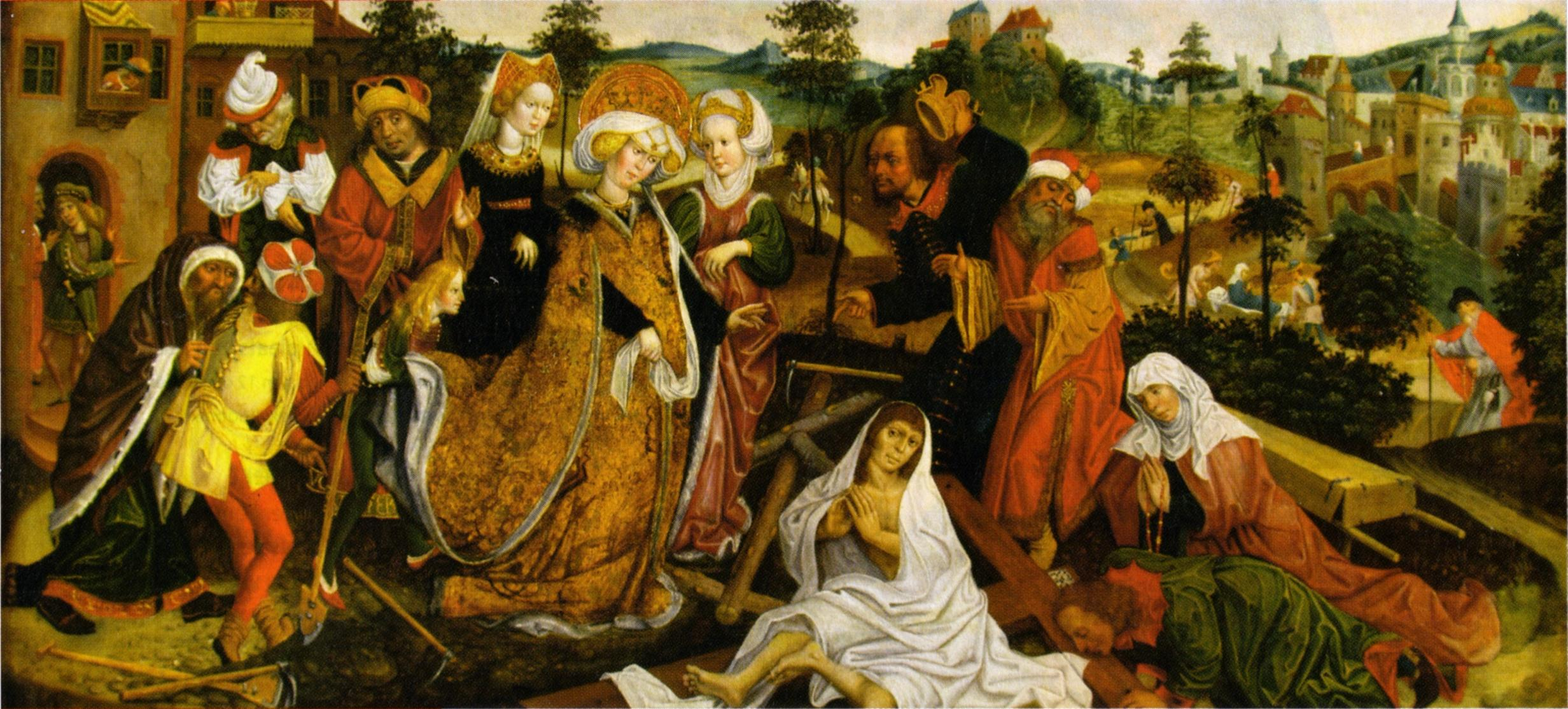
Uznanie prawda Krzyża (legenda Świętej Heleny), panel, 46.5 × 101.6 cm, 1486. W zamku Huis Bergh, Holandia
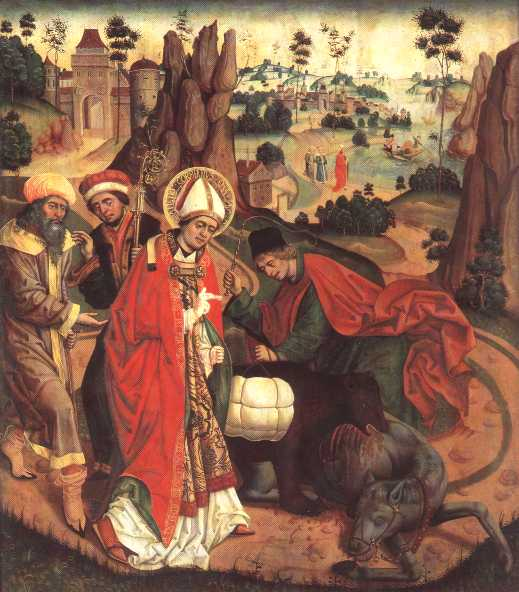
Legenda Świętego Korbiniana
Śmierć Św. Korbiniana
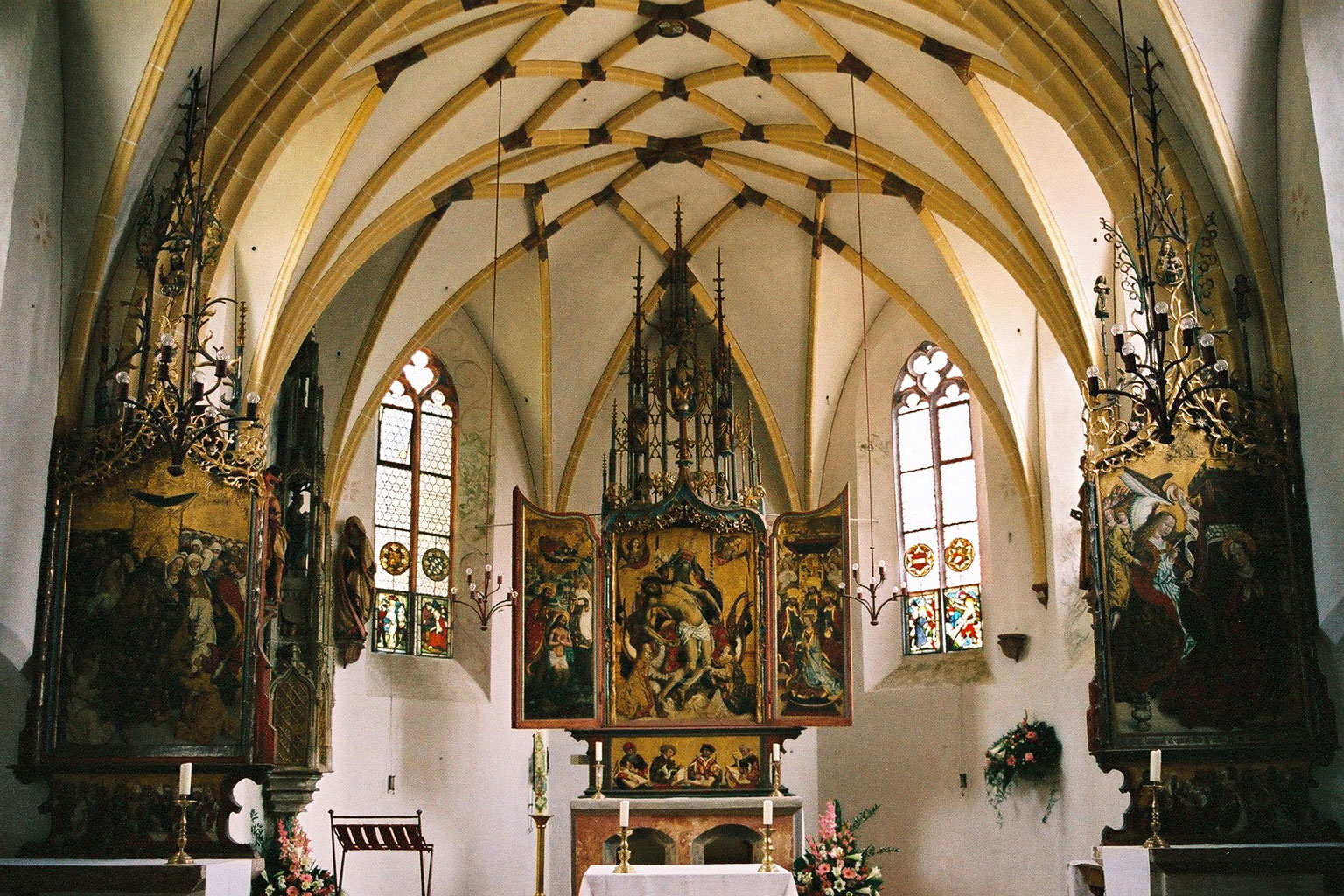
Ołtarze z obrazami Jana Polaka w kaplicy zamkowej w Blutenburgu
Portret benedyktyńskiego mnicha